# Red planet rhythm
Red planet rhythm is een studioalbum van John Hackett en Moodi Drury. Hackett, klassiek geschoold en Drury uit de experimentele muziek ontmoetten elkaar in januari 2005. Ze woonden bij elkaar in de buurt, maar wisten niets van elkaars muziekgeschiedenis. Hackett houdt wel van experimentele muziek, zijn inspiratiebron was ook King Crimson (I talk to the wind). Ze maken samen een album waarbij Johns dwarsfluit wordt ondersteund door allerlei elektronica. De eerste track die opgenomen werd is The thirty nine steps verwijst naar de verjaardag van Drury. De fluitpartijen van Hackett kwamen al improviserend tot stand, nieuw voor Hackett, die meestentijds op papier componeerde.
Na het uitbrengen van het album onderzochten de heren de mogelijkheid om het album op het podium uit te voeren. De ingewikkeldheid van de elektronica zat daarbij in de weg. Hackett had vlak na het album een concertreis naar Japan in de agenda staan.
Motto van het album: Where does noise end music begin?

## Musici
- John Hackett – dwarsfluit, gitaar
- Moodi Drury – toetsinstrumenten, elektronica en gitaar op Bohemian attraction

## Muziek
| Nr. | Titel                                      | Duur |
| --- | ------------------------------------------ | ---- |
| 1.  | Worlds within worlds                       | 4:28 |
| 2.  | Acceptance                                 | 3:21 |
| 3.  | Life’s a ridiculous solo                   | 3:39 |
| 4.  | The thirty nine steps                      | 3:39 |
| 5.  | Sweet leaf                                 | 3:52 |
| 6.  | Open promise                               | 3:24 |
| 7.  | Big love                                   | 3:33 |
| 8.  | Follow bliss                               | 4:15 |
| 9.  | Fear the feeling and don’t do it, no way ! | 3:24 |
| 10. | This serene earth                          | 4:04 |
| 11. | Bohemian attraction                        | 4:52 |
| 12. | Red planet rhythm                          | 4:00 |
| 13. | Free at last (Ascencion remix)             | 5:18 |